# Sébastien Delfosse
Sébastien Delfosse, né le 29 novembre 1982 à Oupeye, est un coureur cycliste belge, professionnel entre 2008 et 2018. Sa sœur Catherine est également coureuse professionnelle.

## Biographie
Il passe professionnel en 2008 au sein de l'équipe Landbouwkrediet-Tönissteiner. Il rejoint en 2014 de l'équipe Wallonie-Bruxelles. À son palmarès, il compte le Circuit de Wallonie et le Tour de Cologne en 2013, le Tour de Bretagne 2015 et la Drôme Classic 2017. 
En octobre 2017, il chute lors de la Tacx Pro Classic, aux Pays-Bas et se fracture le bras. Il se fracture suite la main gauche lors d'une nouvelle chute à la Volta Limburg Classic en mars 2018.
Se retrouvant sans équipe à l'issue de la saison 2018, il met un terme à sa carrière de coureur.

## Palmarès et classements mondiaux

### Palmarès sur route
- 2007
  - Course des chats
  - Flèche ardennaise
  - 3e de Romsée-Stavelot-Romsée
- 2012
  - 3e de la Classic Loire-Atlantique
- 2013
  - Circuit de Wallonie
  - Tour de Cologne
  - 3e de la Polynormande
- 2014
  - 2e de la Drôme Classic
  - 2e de Cholet-Pays de Loire
  - 3e du Tour de Bretagne
- 2015
  - Classement général du Tour de Bretagne
  - 3e de la Drôme Classic
- 2016
  -  Champion de Belgique du contre-la-montre par équipes
- 2017
  - Drôme Classic

### Classements mondiaux
| Année           | 2006 | 2007 | 2008  | 2009 | 2010  | 2011  | 2012 | 2013 | 2014 | 2015 | 2016 |
| --------------- | ---- | ---- | ----- | ---- | ----- | ----- | ---- | ---- | ---- | ---- | ---- |
| UCI Europe Tour | 883e |      | 1139e | 725e | 1063e | 1211e | 314e | 47e  | 42e  | 96e  | 537e |